# Veda
Véda je skupek znanj, postopkov in metod, ki preučujejo in razvijajo znanje o določeni temi, stvari.

## Delitev ved

### Humanistične vede
- filozofija
- klasična filologija
- literarna teorija
- primerjalna književnost
- teologija
- zgodovina

### Družbene vede
- antropologija
- ekonomija
- geografija
- jezikoslovje
- politologija
- sociologija
- zgodovina

### Naravoslovne vede
- astronomija
- biologija
- fizika
- kemija
- metalurgija
- znanosti o Zemlji

### Interdisciplinarne vede
To so vede, ki združujejo znanje dveh ali več samostojnih ved oz. njihovih disciplin.
- astrobiologija
- astrofizika
- astrokemija
- biofizika
- biokemija
- upravna veda